# Стюарт, Майкл
Роберт Майкл Мейтленд Стюарт, барон Стюарт Фулхэмский (англ. Robert Michael Maitland Stewart, Baron Stewart of Fulham; 6 ноября 1906[…], Бромли, Большой Лондон — 10 марта 1990[…], Лондон) — британский государственный деятель и пожизненный пэр.
В 1965—1966 и 1968—1970 годах — министр иностранных дел Великобритании в кабинетах Гарольда Вильсона.